# Служебник Ісидора
Служебник Ісидора, кін. XIV — поч. XV століття, пергаментовий рукопис Ватиканської бібліотеки (148 листків, півустав), списаний, мабуть, у Новгороді (покрайні дописки, може, з Смоленщини) з сербсько-болгарського ориґіналу з виразними мовно-стилістичними слідами трновської школи митрополита Кипріяна; крім тексту трьох літургій, включає ще богослужбовий устав царгородського патріарха Філотея († 1386), перекладений Кипріяном. Мовна редакція першовзору Служебника Ісидора стала підставою вживаних у церкві в Україні літургічних текстів. Рукопис привіз до Риму митрополит Ісидор, мабуть, 1448; його власноручний грецький запис подає єпархії, підпорядковані київській митрополії. Служебник Ісидора видав О. Горбач (Рим 1966).